# Artelida olivacea
Artelida olivacea là một loài bọ cánh cứng trong họ Cerambycidae.